# Julia Caesaris maior (dochter van Augustus)
Julia Caesaris maior (39 v.Chr. – 14 na Chr.), ook bekend als Julia maior of Julia de Oudere, was de dochter van de Romeinse keizer Augustus uit zijn tweede huwelijk (met Scribonia). Omdat zij het enige kind van Augustus was, was zij belangrijk voor mogelijke opvolgers van Augustus. Op de dag van haar geboorte scheidde Augustus van Scribonia.

## Verloving
In 37 v.Chr. werd de twee jaar oude peuter verloofd met de zeven jaar oude zoon van Marcus Antonius. Deze stierf echter al in 30 v.Chr..

## Huwelijk met Agrippa
Na een kortstondig huwelijk met haar neef Claudius Marcellus 25 v.Chr.-23 v.Chr., die eveneens al snel overleed, trouwde zij in 21 v.Chr. met de 25 jaar oudere Agrippa, de rechterhand van haar vader Augustus. Uit dit tweede huwelijk werden vijf kinderen geboren. Ze kregen twee dochters, Vipsania Julia Agrippina, getrouwd met Lucius Aemilius Paullus en Vipsania Agrippina maior, getrouwd met Germanicus en drie zonen, Gaius, Lucius en Agrippa Postumus (postuum geboren).

## Huwelijk met Tiberius
In 12 v.Chr. werd zij door Augustus en Livia gedwongen opnieuw te trouwen, dit keer met Livia's oudste zoon Tiberius. Tiberius op zijn beurt werd gedwongen om van zijn geliefde Vipsania Agrippina te scheiden en zo met zijn voormalige stiefzus te trouwen.

## Verbannen wegens overspel
Enkele jaren later bleek Julia de wet op het overspel (die haar vader in het leven had geroepen) te overtreden, waarbij Jullus Antonius, een andere zoon van Marcus Antonius, een van haar meest prominente minnaars geweest zou zijn. In 2 v.Chr. hing beiden, volgens deze wet, verbanning boven het hoofd: Jullus pleegde zelfmoord, Julia aanvaardde haar straf en verbleef gedurende vijf jaar op het eiland Pandateria, in gezelschap van haar moeder Scribonia.

## Dood van haar zoons
Daarna mocht zij zich, in wat minder slechte omstandigheden, vestigen in Zuid-Italië. Niet minder dan elf jaar bracht zij daar in vrijwel volledige isolatie door en in die periode verloren al haar zoons het leven. Na de moord op haar jongste zoon (Agrippa Postumus) stierf zij de hongerdood in 14, aan het begin van het principaat van Tiberius.

## Voetnoten
1. ↑  De Lex Julia de adulteriis coercendis, soms kortweg Lex Julia, uit 17 v.Chr. (niet naar Julia Caesaris genoemd, lex "Julia" omdat hij door Augustus, uit de Gens Julia, ingediend was) bepaalde gedeeltelijke verbeurdverklaring van de bezittingen van de echtbrekers, plus verbanning "naar een verschillend eiland" (in het Latijn: dummodo in diversas insulas relegentur - wat had je gedacht...)
2. ↑  Noteer dat de goegemeente in Rome op dat moment de herinnering aan Marcus Antonius liefst van al wou uitwissen: Marcus Antonius had ondertussen zijn vaderland "verraden", door het met hulp van zijn nieuwe vrouw Cleopatra aan te vallen - de periode van burgeroorlogen vóór Augustus' keizerschap was geëindigd toen hij hen beiden de dood had ingejaagd. De tijd dat het voor Augustus' politiek een goede zet was zijn dochter met een zoon van Marcus Antonius te verloven was op dat moment dus lang vervlogen...